# Della Robbia
Della Robbia var kunstnerfamilie fra Firenze, som udførte skulpturer og relieffer i keramik.

## Luca della Robbia
Luca della Robbia (1400-1482) var en vigtig skikkelse i ungrenæssancen. Han anvendte nok græske og romerske forbilleder, men hans værker var mindre dramatiske og er gennemsyrede af hans varme personlighed.
Det var Luca della Robbia, som udviklede en teknik til at male terrakottafigurer med keramikglasurer i mange farver, og han grundede et værksted, som udførte disse. Dette blev videreført af familiemedlemmer.

## Andrea della Robbia
Andrea della Robbia (1435-1525) var nevø til Luca d. R. Hans relieffer er mest holdt i hvidt og blåt i selve billedfelterne, men i de frugtranker, som indrammer billedet, bruges også gult og grønt. Hans hovedværk betragtes ofte som billedet af Bebudelsen på klosteret La Verna.

## Giovanni og Girolamo della Robbia
Giovanni (1469-1529) og Girolamo (1488-1566) var Andrea d. R.'s to sønner. De anvendte flere farver end faderen. Det kan bl.a. ses på La Verna, hvor både deres og faderens arbejder er rigt repræsenterede.